# 赵峻
赵峻（？—145年10月25日），下邳人，东汉中期的大臣。
汉顺帝时，担任司隶校尉。汉安元年（142年）十一月初七壬午日，汉顺帝擢升赵峻为太尉。建康元年（144年）八月初六，汉顺帝驾崩，他两岁的儿子汉冲帝即位，八月十三，以赵峻为太傅，参录尚书事。永嘉元年（145年），汉冲帝驾崩，汉质帝即位。同年九月廿二，太傅赵峻去世。其子赵安世，官至鲁相、司隶校尉。

## 父
赵兴，汉章帝时，司隶校尉赵兴不管忌讳，每入官舍，就更缮修馆字，移穿改筑，故犯妖禁，但是家人爵禄，官至颍川郡太守。